# Lừa hoang Syria
Lừa hoang Syria (Danh pháp khoa học: Equus hemionus hemippus) hay còn biết đến với tên gọi hemippe là một phân loài của loài lừa hoang Trung Á (Equus hemionus), phân loài này đã bị tuyệt chủng. Khi còn tồn tại, chúng từng phân bố dao động trên khắp Syria ngày nay cũng như Israel, Jordan, Ả Rập Xê Út và Iraq.

## Đặc điểm
Lừa hoang Syria, chỉ cao khoảng 1 m tính đến vai của nó, chúng là dạng thú nhỏ nhất của họ Ngựa Equidae và không thể được thuần hóa, màu sắc của nó thay đổi theo mùa, một chiếc lông khoác màu nâu ô liu cho những tháng trong mùa hè và nhạt màu vàng cát cho những tháng ở mùa đông. Nó đã được biết đến, như con lừa hoang Trung Á khác, với tính ương ngạnh không thể thuần hóa của mình và được so sánh với một con ngựa Thuần Chủng cho vẻ đẹp và sức mạnh của nó.
Môi trường sống thiên của chúng là sa mạc, bán sa mạc, đồng cỏ khô cằn, cây bụi và những thảo nguyên núi cho dù các phân loài có khác nhau nhưng địa hình phân bố đều giống nhau vì chúng đã tiến hóa để thích nghi với những môi trường như vậy. Trong kỷ nguyên Pleistocene muộn khoảng 40.000 năm trước. Chúng đã từng bị đe dọa bởi những kẻ săn mồi đầu bảng, chúng được sử dụng để làm con mồi cho báo săn châu Á, hổ Ba Tư, linh cẩu. 

## Lịch sử
Những người lữ hành châu Âu ở Trung Đông trong thời gian thế kỷ thứ XV và XVI đã có báo trình nhìn thấy những đàn lớn. Người ta tin rằng đây có thể là những con lừa hoang dã mà đã được nhà tiên tri Ishmael nói đến của chương phần Genesis trong Cựu Ước. Tài liệu tham khảo cũng xuất hiện trong các sách Cựu Ước của Gióp, Thánh Vịnh, Jeremiah và cuốn sách Huấn Ca Deuterocanonical.
Tuy nhiên, số lượng của nó bắt đầu trượt dốc trong thế kỷ XVIII và XIX thế kỷ do nạn săn bắn trái phép, và sự tồn tại của nó đã được thêm nguy hại bởi những biến động trong khu vực của đại chiến thế giới lần thứ I. Các con vật mẫu hoang dã nổi tiếng cuối cùng bị bắn chết vào năm 1927 tại Al Ghams gần ốc đảo Azraq ở Jordan, và các con thú mẫu vật bị giam cầm cuối cùng đã chết cùng năm tại vườn thú Tiergarten Schönbrunn ở Vienna.

## Phân loài họ hàng
- Lừa hoang Mông Cổ (khulan), Equus hemionus hemionus
- Lừa hoang Turkmenia, Equus hemionus kulan
- Lừa hoang Ấn Độ (khur), Equus hemionus khur
- Lừa hoang Ba Tư, Equus hemionus onager